# Thabo Matlaba
Thabo Matlaba (Tembisa, 13 dicembre 1987) è un calciatore sudafricano, difensore del Royal AM.

## Carriera

### Club
Ha giocato nella prima divisione sudafricana.

### Nazionale
Ha debuttato con la nazionale maggiore il 14 maggio 2011, in un'amichevole contro la Tanzania.

## Palmarès

### Club

#### Competizioni nazionali
- Coppa del Sudafrica: 1

Orlando Pirates: 2013-2014